# Ottavio Cornaggia Castiglioni
Ottavio Cornaggia Castiglioni (Milano, 1907 – Milano, 1979) è stato un archeologo e museologo italiano.
Studioso della preistoria e libero docente in Paletnologia, titolo conseguito presso l'Università degli Studi di Milano, ha pubblicato più di una settantina di scritti sulle civiltà preistoriche neolitiche e dell'età del Bronzo della Valle Padana (studi sulla Stazione palafitticola della Lagozza di Besnate, e sulla cultura di Polada).
Altrettanto importanti gli studi sulla cultura eneolitica come la monografia sulla cultura di Remedello e le ricerche e gli scavi da lui condotti nella grotta "Buco della Sabbia" in comune di Civate (LC), che portò alla definizione di una nuova facies dell'eneolitico lombardo, e le campagne di scavo nella Grotta delle Mura di Monopoli (1960-1966) atte ad evidenziare la stratigrafia dei livelli pleistocenici ed olocenici dando un importante apporto alla preistoria pugliese.
Notevoli gli studi sulle tecnologie delle culture preistoriche, ad esempio i lavori, da lui pubblicati aventi per argomento: gli arpioni preistorici, lo strumentario tessile e i pesi da telaio reniformi della Lagozza, lo studio sulle pintadere, sulla metodologia per l'individuazione delle fonti di provenienza dell'ossidiana, i falcetti poladiani, le trappole a battenti del Bronzo europeo, le piroghe preistoriche italiane, le alabarde, le ruote a disco ligneo. Da lui fu creata, presso il Museo di storia naturale di Milano, una sezione di paletnologia da lui personalmente curata sino alla morte. Al suo nome è dedicata la sala della preistoria presso il suddetto museo.
| Controllo di autorità | SBN GEAV006970 |